# Giovan Battista Vanni
Pour les articles homonymes, voir Vanni.
Giovan Battista Vanni (Florence, 1599 ou 1600 - Pistoia 1660) est un peintre italien du XVIIe siècle se rattachant à l'école florentine.
Il se forme auprès d'Aurelio Lomi, de Matteo Rosselli, de Jacopo da Empoli, de Cristofano Allori et de Giulio Parigi.

## Biographie
De 1624 à 1632, Giovan Battista Vanni opère à Rome en subissant l'influence des peintres français qui y sont actifs.
Rentré à Florence, après un bref voyage à Venise, il se consacre aux sujets sacrés, en produisant des nombreuses œuvres picturales.
Vers 1660, sur une commande de l'abbé Ippolito Bracciolini, il est appelé à décorer à fresque le cloître du monastère olivétain Saint-Benoît à Pistoia. L'œuvre consiste en douze tympans qui doivent raconter l'Histoire des cavaliers de l'ordre de saint Benoît. Le 27 juillet 1660, l'artiste est pris de fortes fièvres, est saisi d'un malaise et meurt.

## Œuvres
- Histoire de saint Antoine, participation aux fresques du premier cloître du couvent San Marco de Florence,
- Venere che piange Adone morente, Museo dell'Opificio delle Pietre Dure de Florence,
- Il Trionfo di Davide, Galleria del Palazzo degli Alberti, à Prato,
- Il San Sebastiano curato dalle pie donne de l'église San Giovanni dei Fiorentini à Rome,
- Sacra Famiglia con San Giovannino (1650), collection new-yorkaise de Mr. et Mrs O'Connor Lynch,
- Cena in casa di Simone Fariseo au second réfectoire de l'église Santa Maria del Carmine de Florence,
- Annunciazione, San Francesco di Paola de Florence (1650),
- Pietà, Tabernacle à l'angle de la Via dei Cappuccini de Florence